# Charles O. Jones
Charles Oscar Jones (* 28. Oktober 1931 in Worthing, South Dakota; † 3. Januar 2024 in Fishersville, Virginia) war ein US-amerikanischer Politikwissenschaftler und Professor der University of Wisconsin–Madison sowie nonresident senior fellow in Governance Studies der Brookings Institution. Er amtierte 1993/94 als Präsident der American Political Science Association (APSA).
Jones hat 18 Bücher geschrieben oder herausgegeben und über 100 Artikel und Buchkapitel verfasst. Thema ist ganz überwiegend das Regierungssystem der Vereinigten Staaten. Von 1975 bis 1981 war er Herausgeber der American Political Science Review. Außerdem war er Mitherausgeber der Legislative Studies Quarterly und Präsident der Midwest Political Science Association. 
1989 wurde Jones in die American Academy of Arts and Sciences gewählt.

## Schriften (Auswahl)
- The American presidency. Sterling Pub. Co., New York 2009, ISBN 9781402768903.
- The presidency in a separated system. 2. Auflage, Brookings Institution Press, Washington D.C. 2005, ISBN 9780815747178.
- Separate but equal branches. Congress and the presidency. 2. Auflage,  Chatham House, New York 1999, ISBN 1889119156.
- The trusteeship presidency. Jimmy Carter and the United States Congress. Louisiana State University Press, Baton Rouge 1988, ISBN 080711426X.
- The United States Congress. People, place, and policy. Dorsey Press, Irwin-Dorsey 1982, ISBN 0256026637.